# Ibrahim Lodi

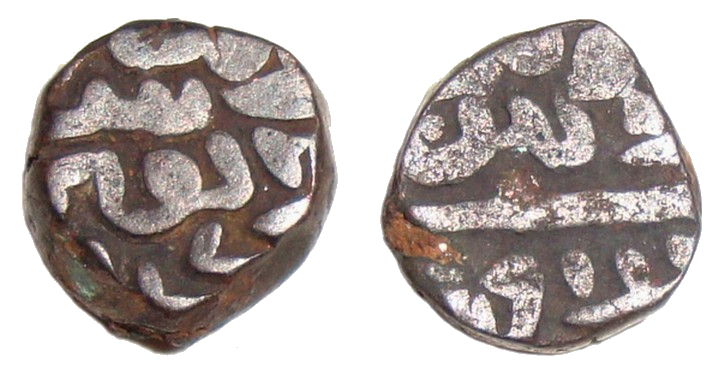
Trimestre Tanka de Ibrahim Lodhi

Ibrahim Lodi (en pastún: ابراهیم لودي, en urdu: ابراہیم لودی;) fue el sultán del sultanato de Delhi en 1517 después de la muerte de su padre Sikandar. Fue el último gobernante de la dinastía Lodi, reinando durante nueve años entre 1517 hasta que fue derrotado y asesinado en la batalla de Panipat por el ejército invasor de Babur en 1526, dando paso al surgimiento del Imperio mogol en la India.

## Biografía
Ibrahim pertenecía a la etnia pastún. Llegó al trono tras la muerte de su padre, Sikandar, pero no fue bendecido con la misma capacidad gubernamental. Enfrentó numerosas revueltas. El rana Sangram Singh, gobernante del reino de Mewar, extendió su imperio hacia el oeste de Uttar Pradesh y amenazó con invadir Agra. También había rebeliones en el este del reino. Ibrahim Lodi también disgustó a la nobleza cuando reemplazó a los altos mandos antiguos por miembros más jóvenes que eran leales a él. La nobleza afgana del reino finalmente invitó a Babur a que invadiera la India.
En 1526, el ejército mogol de Babur, rey de Kabulistán (Kabul, Afganistán), derrotó al gran ejército de Ibrahim en la batalla de Panipat. Ibrahim fue asesinado durante la batalla. Se estima que el ejército de Babur contaba con 25 000−30 000 hombres y tenía entre 20 a 24 piezas de artillería de campo. Ibrahim Lodi tenía alrededor de 30 000−40 000 hombres junto con al menos 100 elefantes. Tras el fin de la dinastía Lodi, se dio inicio a la era mogol .

## Tumba
Es un error común creer que su tumba está en Shisha Gumbad, dentro de los jardines de Lodi en Delhi. Lo cierto es que su tumba está ubicada cerca de la oficina tehsil en Panipat, en Dargah, cerca del santo sufista Bu Ali Shah Qalandar. Es una edificación rectangular sencilla en una plataforma elevada rodeada por un tramo de escaleras. En 1866, los británicos reubicaron la tumba durante la construcción de la Grand Trunk Road y la renovaron con una descripción que destaca la muerte de Ibrahim en la batalla de Panipat.

## Galería de imágenes

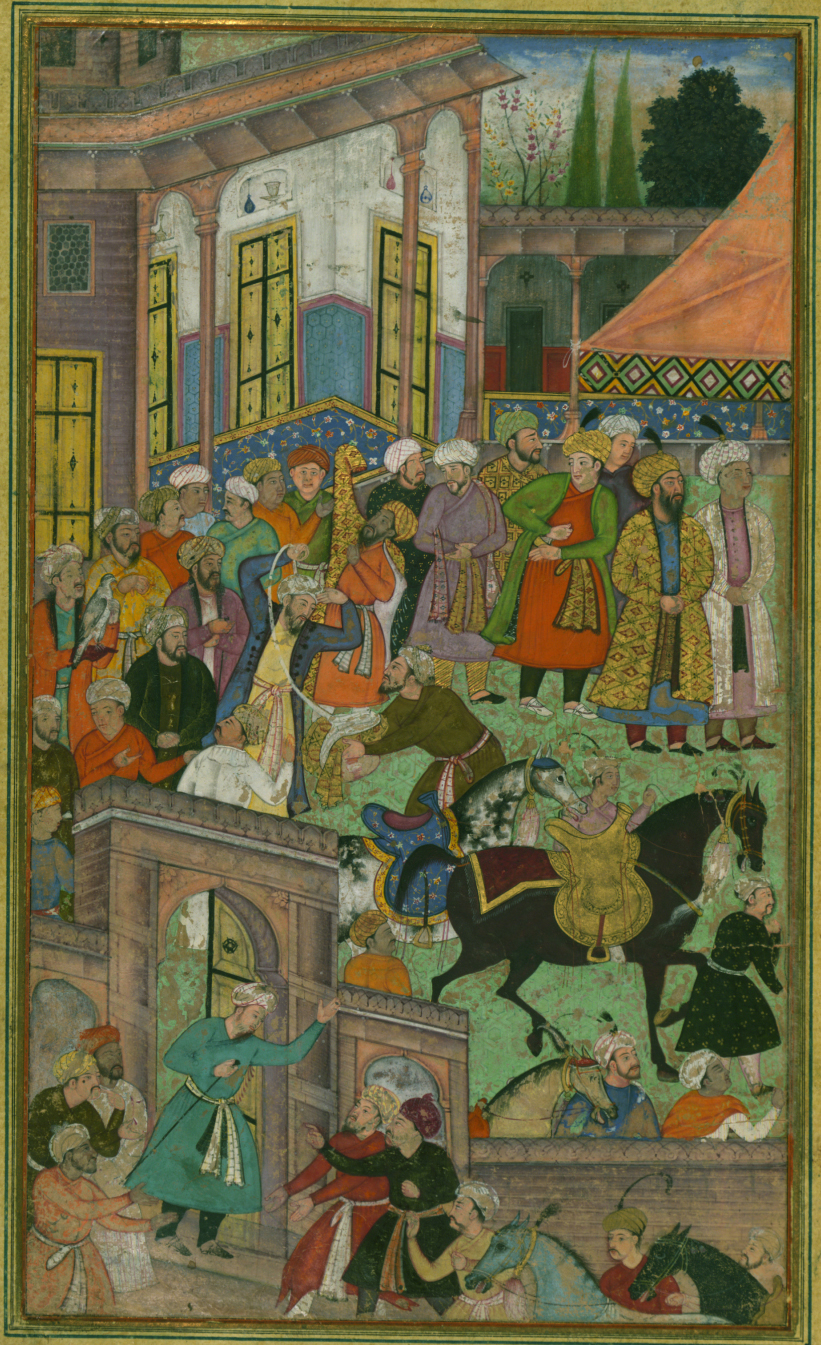
Una ceremonia de premios en la corte del sultán Ibrāhīm tribunal antes de ser enviado en una expedición a Sambhal
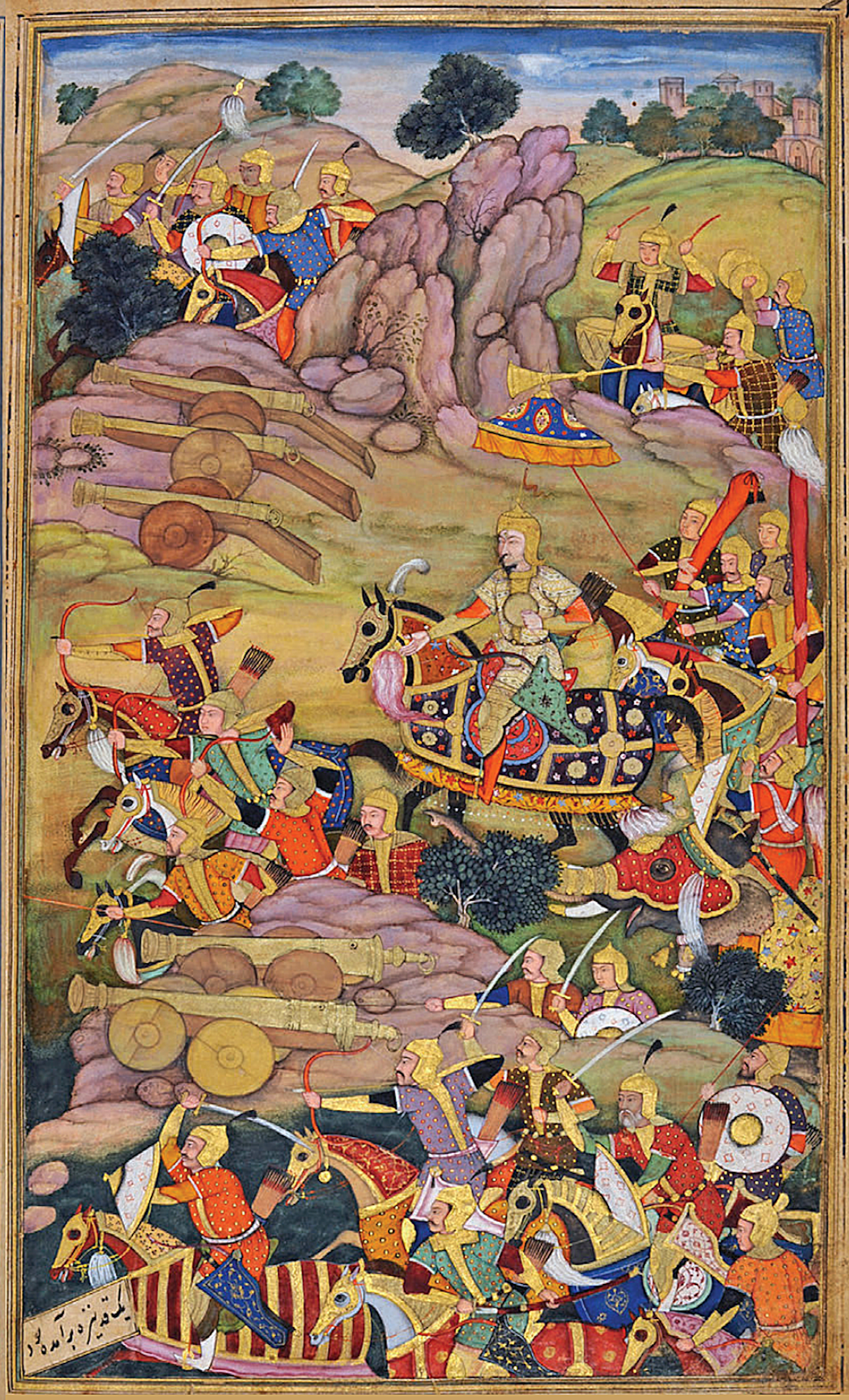
1526-Primera Batalla de Panipat, Ibrahim Lodi y Babur
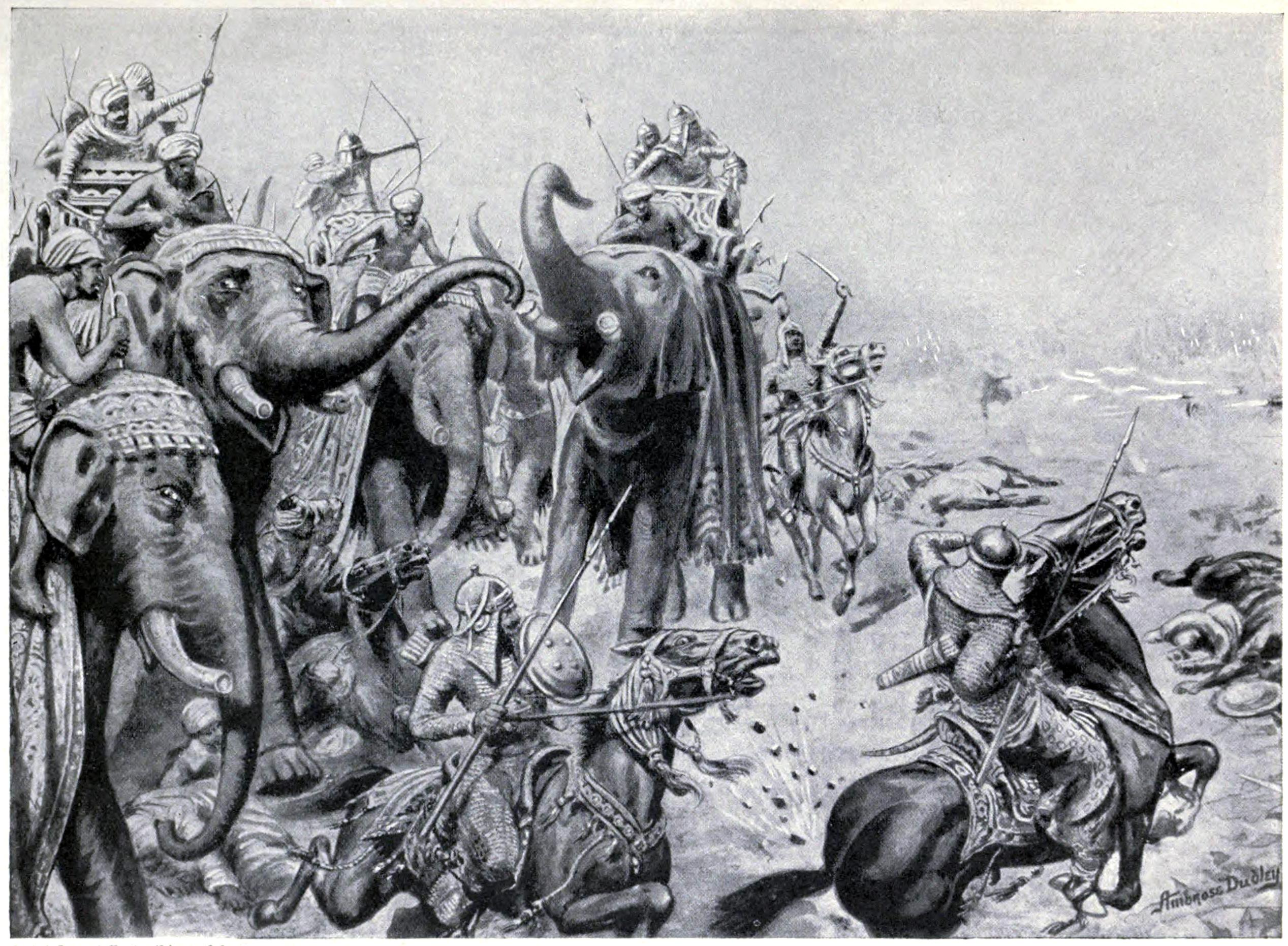
Babur utiliza artillería por primera vez en Panipat, en 1526
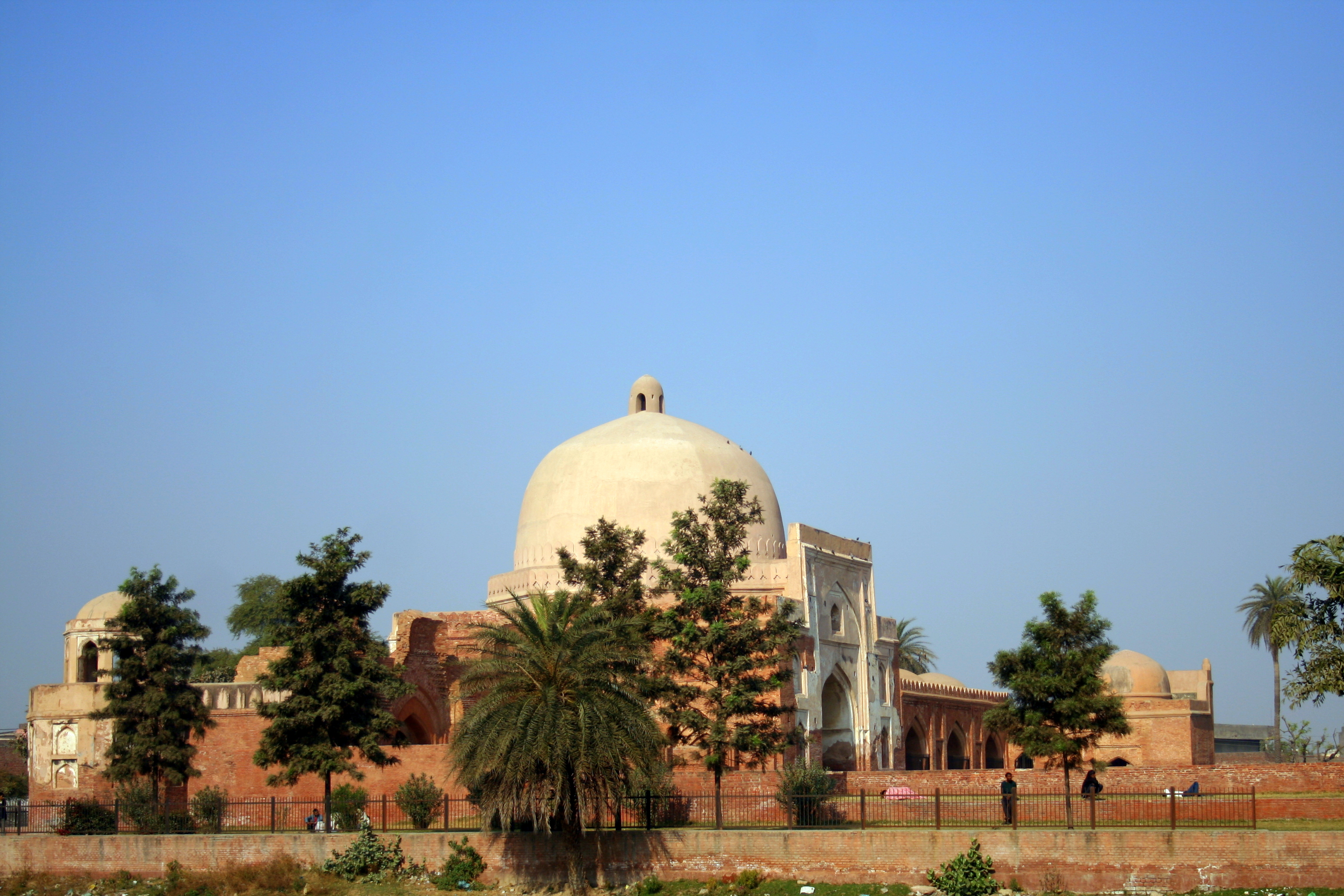
Kabuli Bagh, la mezquita construida por Babur para celebrar su victoria sobre Ibrahim Lodi